# Marsaxlokk FC
Marsaxlokk Football Club är en maltetisk fotbollsklubb från staden Marsaxlokk. 

## Historia
Klubben bildades 1949. De vann Maltesiska Premier League för första gången säsongen 2006/2007. 
Säsongen 2007/2008 slutade Marsaxlokk på andraplatsen i Premier League, och de var därmed seedade för den första kvalomgången av UEFA-cupen. Dragningen gjordes den 1 juli 2008, i vilken Marsaxlokk drogs mot kroatiska Slaven Belupo, som också slutade tvåa i sin respektive liga senaste säsongen. Marsaxlokk förlorade dock båda matcherna mot Slaven Belupo.
Säsongen 2012/13 slutade Marsaxlokk på sjätte plats i Maltesiska Division 1 men på grund av ekonomiska svårigheter relegerades klubben till division 3.

## Hemmaarena
Större matcher kan spelas på Marsaxlokk Ground i Marsaxlokk.

## Placering tidigare säsonger
| Säsong  | Nivå | Liga                   | Placering | Referens             | Notering                       |
| ------- | ---- | ---------------------- | --------- | -------------------- | ------------------------------ |
| 2000/01 | 2    | First Division         | 6         | [ 1 ]                |                                |
| 2001/02 | 2    | First Division         | 1         | [ 2 ]                | Uppflyttad till Premier League |
| 2002/03 | 1    | Maltese Premier League | 6         | [ 3 ]                |                                |
| 2003/04 | 1    | Maltese Premier League | 4         | [ 4 ]                |                                |
| 2004/05 | 1    | Maltese Premier League | 5         | [ 5 ]                |                                |
| 2005/06 | 1    | Maltese Premier League | 3         | [ 6 ]                |                                |
| 2006/07 | 1    | Maltese Premier League | 1         | [ 7 ] [ 8 ] [ 9 ]    | Mästare                        |
| 2007/08 | 1    | Maltese Premier League | 2         | [ 10 ] [ 11 ] [ 12 ] |                                |
| 2008/09 | 1    | Maltese Premier League | 4         | [ 13 ] [ 14 ] [ 15 ] | Nedflyttad till First Division |
| 2009/10 | 2    | First Division         | 1         | [ 16 ] [ 17 ]        | Uppflyttad till Premier League |
| 2010/11 | 1    | Maltese Premier League | 4         | [ 18 ] [ 19 ] [ 20 ] |                                |
| 2011/12 | 1    | Maltese Premier League | 12        | [ 21 ] [ 22 ] [ 23 ] | Nedflyttad till First Division |
| 2012/13 | 2    | First Division         | 6         | [ 24 ] [ 25 ]        | Nedflyttad till Third Division |
| 2021/22 | 2    | Challenge League (A)   | 2         | [ 27 ]               | A grupp i Challenge League     |
| 2022/23 | 1    | Maltese Premier League | 11        | [ 28 ]               |                                |
| 2023/24 | 1    | Maltese Premier League | 4         | [ 29 ]               |                                |
| 2024/25 | 1    | Maltese Premier League |           | [ 30 ]               |                                |

## Färger
| Marsaxlokk FC | Marsaxlokk FC |

### Dräktsponsor
- Nike: ????
- Macron: 20??–nutid

### Trikåer
| ? · Hemmaställ | ? · Hemmaställ | ? · Hemmaställ | 2018/19 · Hemmaställ | 2019/20 · Hemmaställ | 2019/20 · Bortaställ |

## Tränare
- Tarcisio Azzopardi (1994–1995)
- Jimmy Briffa (1995–1996)
- Charles Cassar (1996–1997)
- John B Darmanin (1997)
- Louis Cutajar (1997–2000)
- Michael Degiorgio (2000–2001)
- Albert Vella (2001–2002)
- Joseph John Aquilina (2002–2003)
- Robert Sollars (2003–2004)
- Atanas Marinov (2004–2005)
- Ray Farrugia (2005–2006)
- Brian Talbot (2006–2008)
- Patrick Curmi (2008–2011)
- David Carabott (2011)
- Winston Muscat (2011)
- Anthony Cremona (2011–2012)
- Louis Cutajar (2012–2013)
- Alfred Attard (2013)
- Joe Desira (2013–2014)

## Kända spelare
- Kevin Sammut
- Julio Alcorsé
- Marcelo Pereira